# 行空
行空（ぎょうくう、生没年不詳）は、平安時代末期から鎌倉時代初期にかけての浄土宗の僧。美濃（一説では美作）の人と伝えられる。房名は法本房。

## 略歴
法然の高弟となった後、『一念往生義』を説き、専修念仏の普及に大きな役割を果たした。しかし、元久2年（1205年）に興福寺の僧徒から『興福寺奏状』をもって専修念仏停止の訴えがあった際、遵西とともに非難の的となり、興福寺側への配慮から法然により破門された。
この事件は、法然が讃岐に、親鸞が越後に、それぞれ配流された承元の法難の遠因の一つとなった。